# Harry Graham

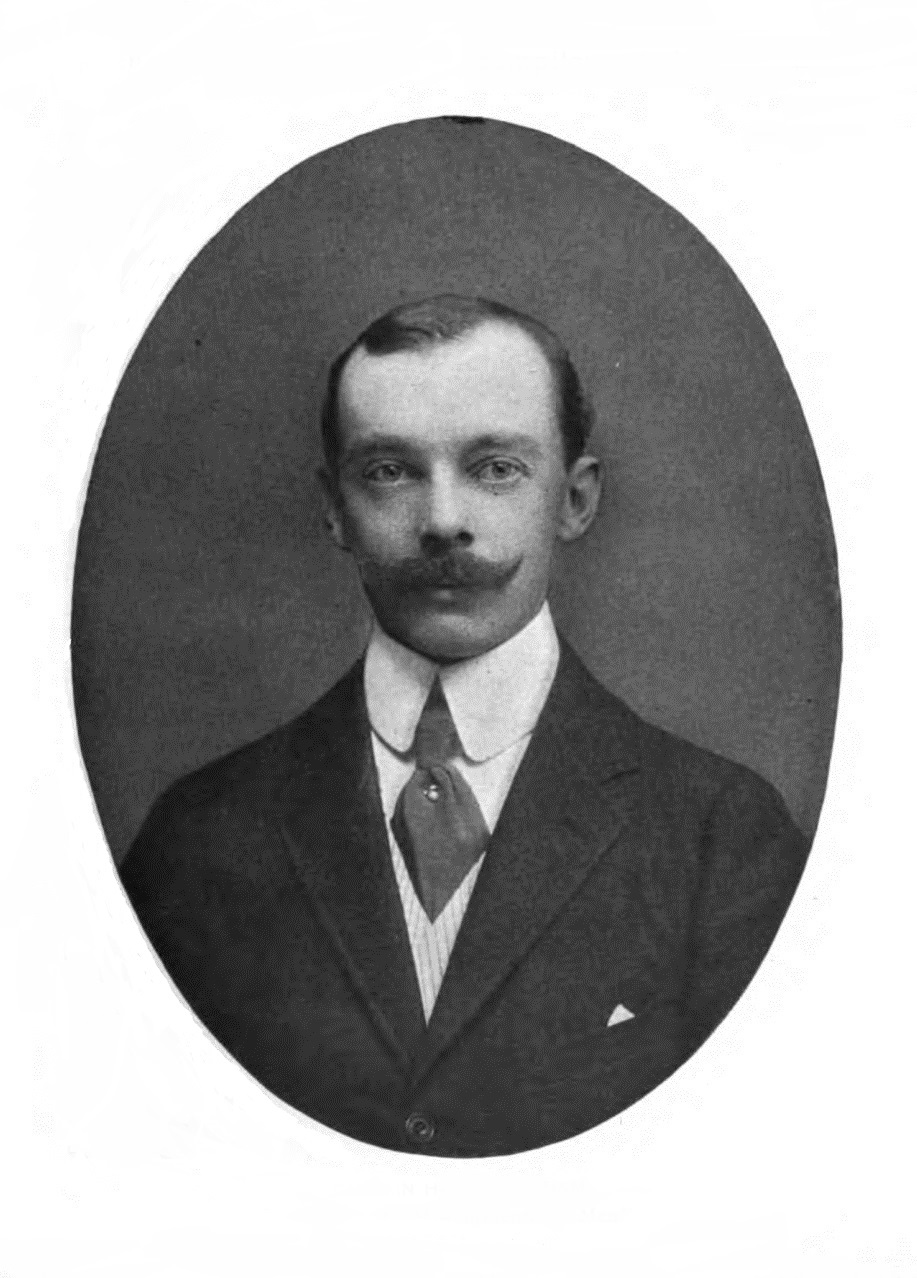
Harry Graham

Jocelyn Henry Clive "Harry" Graham, född 23 december 1874, död 30 oktober 1936, var en engelsk författare. Han var en framgångsrik journalist och senare, efter militärtjänsten, en framstående textförfattare till operetter och musikalkomedier. Han är bäst känd för sina humoristiska dikter med grotesk och svart humor.
Ett exempel från "Ruthless Rhyme":
Father heard his children scream

So he threw them in the stream

Saying, as he drowned the third,

"Children should be seen, not heard!"